# 河竹登志夫
河竹 登志夫（かわたけ としお、1924年12月7日 - 2013年5月6日）は、日本の演劇学者。学位は、文学博士（東京大学・論文博士・1974年）（学位論文「近代日本演劇とハムレット : ハムレット移入史の研究」）。早稲田大学名誉教授。1995年勲三等旭日中綬章受章、2000年恩賜賞・日本芸術院賞受賞、2001年文化功労者。

## 人物
本名は俊雄。演劇研究家・河竹繁俊の二男として東京に生まれる。歌舞伎作者の河竹黙阿弥の曾孫にあたり、祖母（繁俊の養母）の糸女が河竹黙阿弥の娘である。
旧制成城高等学校、東京帝国大学理学部物理学科卒業、早稲田大学第一文学部演劇学科、同大学院を経てハーバード・エンチン研究所客員研究員として招かれた。1964年、早稲田大学教授を経て、のちに名誉教授。1974年東京大学より文学博士の学位を取得、学位論文は「近代日本演劇とハムレット : ハムレット移入史の研究」。1990年、共立女子大学教授。ウィーン大学、北京日本学研究センターの客員教授。日本比較文学会会長、放送文化基金理事長、日本演劇学会会長、日本演劇協会会長などを歴任し、公益法人都民劇場理事長を務めた。
物理学の場の概念を応用した「歌舞伎の「場」理論」や、歌舞伎を反古典主義的・バロック主義的な到達点とする「歌舞伎バロック論」で知られ、〈比較演劇学〉の開祖と称される。また、歌舞伎の海外公演の反響調査も実施した。
1960年の歌舞伎アメリカ公演以降、のべ12回に渡り、歌舞伎海外公演の松竹文芸顧問として同行した。1961年、当時のロシア演劇界では稀だった歌舞伎公演を団長として率い、モスクワ、レニングラードで俳優28人・演奏家22人・補助22人での公演を実現した。
1968年、『比較演劇学』で芸術選奨新人賞、また1981年、黙阿弥没後の河竹家の歴史を描いた『作者の家』で読売文学賞、毎日出版文化賞を受賞。1987年に紫綬褒章を受章し、1994年には国際交流基金賞を受賞。1995年に勲三等旭日中綬章を受章。2000年には日本芸術院賞・恩賜賞を受賞し、2001年に文化功労者に選出された。2010年5月には日本経済新聞にて『私の履歴書』を連載した。2003年にNHK放送文化賞を受賞。2013年3月28日の歌舞伎座新開場では「杮葺落興行古式顔寄せ手打式」で狂言名題を読み上げた。本人は「家を継いだ責任を果たした」と語っていたという。
2013年5月6日、東京都内の病院にて心不全のために死去。88歳没。死没日をもって叙正四位、旭日重光章追贈。墓所は中野区源通寺。

## エピソード
- 重要な仕事をする時は、その前に包丁を研いで精神を集中すると語っていた[要出典]。
- 福光屋の日本酒「加賀鳶」の題字を手がけた[4]。
- 1974年、東京大学から文学博士の学位を授与されたが、なぜ出身校・勤務校の早稲田大学ではないのかという疑問の声があった。2005年刊行の『続々比較演劇学』「私記・比較演劇学五十年－あとがきに代えて」の中で、早大に論文・必要書類を提出したが「英文・日文・演劇の一部教授による反対あるいは妨害のため取り下げざるを得ない結果となったのである。（中略）しかしこれを伝え聞いた早大の大先輩で近代文学者の木村毅博士が、早稲田も地に墜ちたかと激怒、ならば東大に出せと強くすすめられた。同学である東大の吉田精一博士からも同調、支持を受けた」と、その理由を明らかにした[9]。
- 蛙を収集するのが趣味[要出典]。

## 受賞・栄典
- 1968年 芸術選奨新人賞
- 1972年 ノルウェー聖オーラヴ勲章
- 1980年 読売文学賞
- 1981年 毎日出版文化賞
- 1983年 東京海上各務記念財団優秀著書賞
- 1987年 紫綬褒章
- 1988年 神奈川文化賞
- 1990年 小泉八雲賞、ダブリン市長賞
- 1991年 外務大臣表彰
- 1994年 国際交流基金賞
- 1995年 勲三等旭日中綬章
- 1996年 長谷川伸賞
- 2000年 日本芸術院賞・恩賜賞
- 2001年 文化功労者
- 2002年 早稲田大学芸術功労者表彰
- 2003年 NHK放送文化賞
- 2013年 正四位・旭日重光章

## 著作
- 『日本の芸能』福村書店 1953
- 『日本の演劇』さ・え・ら書房 1965
- 『演劇ものがたり』淡路書房 1956
- 『演劇の座標』理想社 1959
- 『ヨーロッパ歴史旅情』人物往来社 1962
- 『歌舞伎名場面名台詞』秋田書店 1964 サンデー新書
- 『訪欧歌舞伎』国際文化振興会 1966
- 『比較演劇学』南窓社 1967
- 『歌舞伎のいのち』淡交社 1969
- 『日本のハムレット』南窓社 1972
- 『続 比較演劇学』南窓社 1974
- 『歌舞伎の世界 — 虚像と実像』淡交社・選書、1974
- 『歌舞伎の座標』（江戸シリーズ）毎日新聞社 1977
- 『演劇概論』東京大学出版会 1978、新版2017
- 『歌舞伎観賞入門』淡交社 1980
- 『幕間のひととき』角川書店 1980
- 『作者の家　黙阿弥以後の人びと』 講談社 1980 →講談社文庫 全2巻、1984 →岩波現代文庫 全2巻、2001
- 『舞台の奥の日本』TBSブリタニカ 1982
- 『近代演劇の展開』日本放送出版協会・市民大学叢書 1982
- 『酒は道づれ』南窓社 1983
- 『先駆ける者たちの系譜』冬青社 1985
- 『包丁のある書斎』日本経済新聞社 1987
- 『歌舞伎美論』東京大学出版会 1989
- 『黙阿弥』 文藝春秋 1993 →文春文庫 1996 →講談社文芸文庫 2011
- 『人生に食あり』廣済堂出版 1993
- 『憂世と浮世 — 世阿弥から黙阿弥へ』日本放送出版協会<NHKブックス>、1994
- 『河竹登志夫歌舞伎論集』演劇出版社、1999
- 『歌舞伎』東京大学出版会、2001、新版2013
- 『かぶきロード』演劇出版社、2004
- 『続々比較演劇学』南窓社、2005
- 『背中の背中』小学館スクウェア、2007
- 『日本の古典芸能 名人に聞く究極の芸』 かまくら春秋社 2007
- 「逍遙と父 ― 父・繁俊宛の四〇〇通の書簡に思う」『坪内逍遙書簡集 逍遙新集 第3巻』解説、早稲田大学出版部 2013

翻訳
- ジョン・ヴァン・ドルーテン『現代戯曲創作法』早川書房、1954